# 아구스틴 산초
아구스틴 산초 아구스티나(스페인어: Agustín Sancho Agustina; 1896년 7월 18일, 발렌시아 주 벤요치 ~ 1960년 8월 25일, 카탈루냐 주 바르셀로나)는 스페인의 축구 선수로, 1920 올림픽에 참가했다.

## 국가대표팀 경력
그는 1920 올림픽의 축구 대회에서 은메달을 획득한 스페인의 원년 선수단원이다.

## 사생활
그는 발렌시아 주 카스테욘 도 벤요치 출신이다.

## 참고
1. ↑  몇몇 출처에서는 그의 출생일이 1896년 9월 3일이었다고 기록되어 있다